# Бразильско-филиппинские отношения
Бразильско-филиппинские отношения — двусторонние дипломатические отношения между Бразилией и Филиппинами. Отношения были установлены 4 июля 1946 года.

## История отношений
Отношения между странами были установлены 4 июля 1946 года.
Посольство Филиппин в Бразилиа было открыто в 1965 году, а посольство Бразилии в Маниле в 1970.
26 августа 2011 года министр иностранных дел Филиппин Альберт дель Росарио подписал три соглашения с министром иностранных дел Бразилии Антонио Ди Агиар Патриотой.
16 января 2024 года посол Бразилии на Филиппинах Жилберто Фонсека Гимарайнш ди Моура вручил верительные грамоты президенту Филиппин Бонгбонгу Маркосу.

## Дипломатические миссии
- У Бразилии есть посольство в Макати[10]
- У Филиппин есть посольство в Бразилиа[11] и консульства в Витории[12], Манаусе[13], Порту-Алегри[14], Ресифи[15], Рио-де-Жанейро[16] и Сан-Паулу[17]